# Henry Chaplin (1er vicomte Chaplin)
Henry Chaplin, 1er vicomte Chaplin (22 décembre 1840-29 mai 1923) est un propriétaire terrien britannique, propriétaire de chevaux de course et homme politique du Parti conservateur qui siège à la Chambre des communes de 1868 à 1916, date à laquelle il est élevé à la pairie.

## Jeunesse et éducation
Membre d'une ancienne famille du Lincolnshire, Chaplin est né à Ryhall, Rutland, le deuxième fils du révérend Henry Chaplin, de Blankney, Lincolnshire, et son épouse Carolina Horatia Ellice, fille de William Ellice. Son jeune frère, Edward Chaplin, est également un homme politique. Chaplin fait ses études à Harrow et à Christ Church, Oxford, où il est un ami du prince de Galles. À l'âge de 21 ans, il hérite d'importantes propriétés dans le Lincolnshire (dont le siège familial de Blankney Hall), le Nottinghamshire et le Yorkshire. Il est juge de paix et sous-lieutenant du Lincolnshire, et membre éminent du Turf,.

## Fiançailles avec Lady Florence Paget

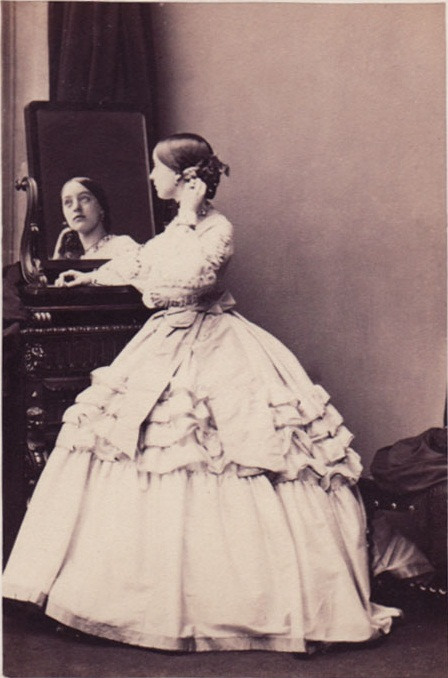
Lady Florence Paget par Camille Silvy.

En 1864, Chaplin tombe amoureux et se fiance à Florence, fille de Henry Paget 2e marquis d'Anglesey, une beauté célèbre. Le mariage devait être l'événement de société de l'année avec le prince de Galles parmi les nombreux invités. Cependant, pendant leurs fiançailles, Florence est secrètement tombée amoureuse d'Henry Rawdon-Hastings 4e marquis d'Hastings. Juste avant son mariage, elle demande à Chaplin de l'emmener chez Marshall & Snelgrove sur Oxford Street pour compléter sa tenue de mariage. Tandis que Chaplin attend dans la voiture à l'extérieur, Florence traverse directement la boutique et sort de l'autre côté, où Hastings l'attend dans une voiture. Hastings et Florence se marient le même jour. Après le mariage, une réception a eu lieu à St James 'Place avant que le couple nouvellement marié ne parte pour leur lune de miel à Donington Hall, dans le Leicestershire, alors que le scandale s'apaise. Florence Paget informe Chaplin par lettre le lendemain.
Dans le Derby d'Epsom de 1867, Hastings parie des milliers de livres contre le cheval de Chaplin, Hermit. Dix jours avant la course, Hermit est blessé et Chaplin est avisé de ne pas le faire courir. Cependant, la blessure n'était pas aussi grave qu'on le pensait, et bien qu'il ne soit pas en pleine forme, Hermit entre dans la course et la gagne. Lord Hastings perd lourdement et contracte des dettes. Ajoutant à un problème d'alcool, le grand rival de Chaplin est mort dans la pauvreté l'année suivante, à l'âge de 26 ans.

## Carrière politique

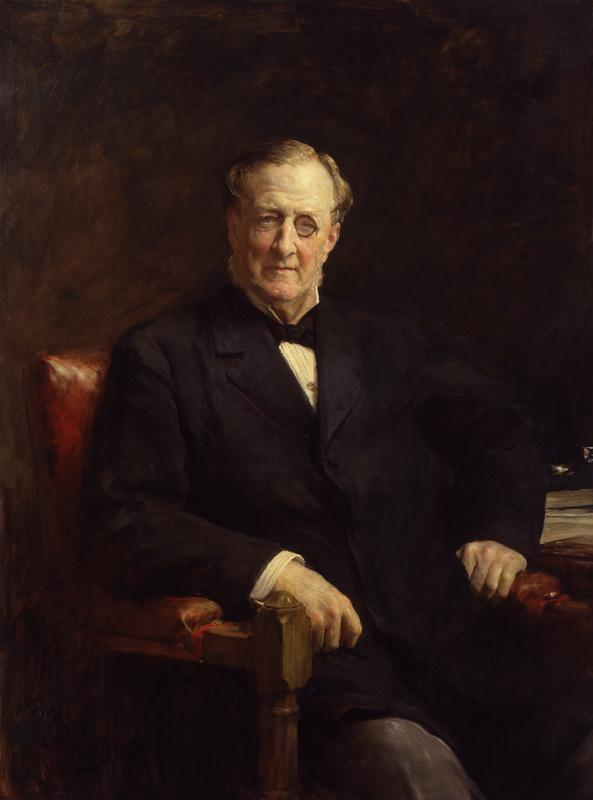
Henry Chaplin par Arthur Stockdale Cope.

Chaplin entre pour la première fois au Parlement lors des élections générales de 1868 en tant que parlementaire du Mid-Lincolnshire. Il représente cette circonscription jusqu'à ce qu'elle soit redécoupée en vertu de la Redistribution of Seats Act 1885. Aux élections générales de 1885, il est réélu au Parlement pour la nouvelle circonscription de Sleaford qu'il conserve jusqu'à sa défaite aux élections générales de 1906.
Chaplin est admis au Conseil privé en 1885 et occupe le poste de Chancelier du duché de Lancastre dans le court ministère de Lord Salisbury de 1885 à 1886. Il devient le premier président du Board of Agriculture en 1889, avec un siège au cabinet, et conserve ce poste jusqu'en 1892. Dans le cabinet conservateur de 1895 à 1900, il est président du Local Government Board et responsable de l'Agricultural Rates Act 1896. Cependant, il n'est pas inclus dans le ministère après sa reconstitution en 1900.
Chaplin a toujours été un défenseur du protectionnisme, étant à cet égard l'héritier le plus éminent des vues de George Bentinck ; et quand en 1903 le mouvement de réforme tarifaire commence sous la direction de Chamberlain, il lui donne son soutien enthousiaste, devenant membre de la Commission des tarifs et l'un des plus ardents défenseurs des nouvelles doctrines contre le libre-échange.
Après avoir perdu son siège à Sleaford en 1906, Chaplin est réélu à la Chambre des communes lors d'une élection partielle en mai 1907 en tant que parlementaire de Wimbledon. Il occupe le siège jusqu'en 1916, date à laquelle il est élevé à la pairie en tant que vicomte Chaplin, de Saint Oswald's, Blankney, dans le comté de Lincoln.

## Agriculture

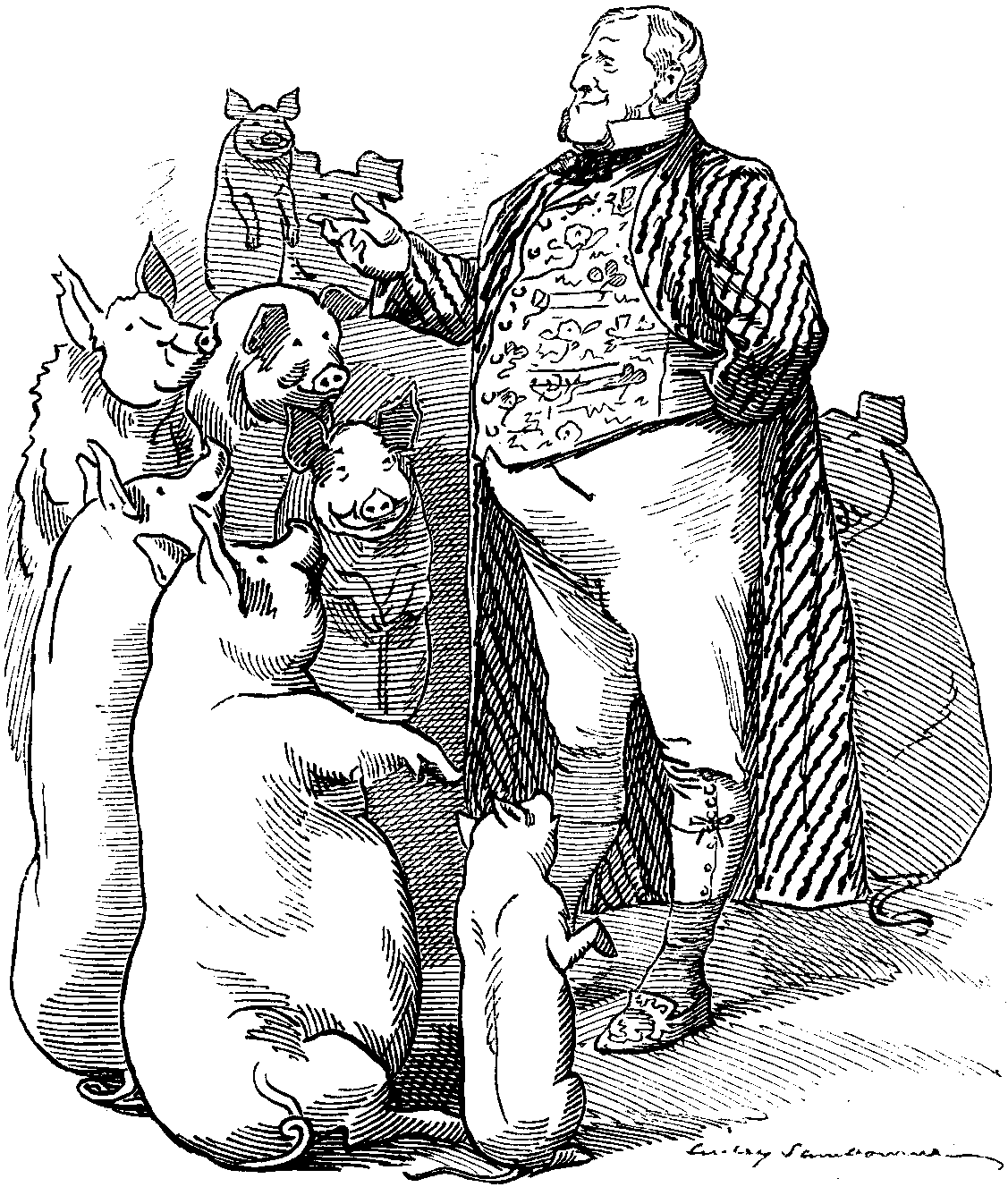
Henry Chaplin dans une caricature de Punch accompagnant un article satirique sur sa réception d'une députation sur le thème de la peste porcine.

Connu sous le nom de « Squire of Blankney », Chaplin s'intéresse activement aux questions agricoles, en tant que représentant populaire et typique de la classe anglaise « country gentleman ». Il possède une écurie de chevaux de course, où se distingue Hermit, lauréat du Derby d'Epsom 1867 puis grand étalon dans son haras, où le rejoint en 1883 le crack Galopin, l'un des étalons les plus influents de l'histoire. Cependant, les dettes croissantes l'ont forcé à vendre le siège familial de Blankney Hall à Lord Londesborough en 1887.

## Famille
En 1876, Chaplin épouse Florence, fille de George Sutherland-Leveson-Gower 3e duc de Sutherland. Ils ont un fils, Eric, et deux filles, Edith et Florence. Lady Florence est décédée en couches en 1881, donnant naissance à sa plus jeune fille, Florence. Lord Chaplin reste veuf jusqu'à sa mort en mai 1923, à l'âge de 82 ans. Son fils lui succède.
La fille aînée de Chaplin et Florence, Edith Vane-Tempest-Stewart, épouse Charles Vane-Tempest-Stewart 7e marquis de Londonderry, et devient une personnalité de la haute société. En 1926, elle écrit un mémoire de 400 pages sur lui.